# Darby (Montana)
Darby is een plaats (town) in de Amerikaanse staat Montana, en valt bestuurlijk gezien onder Ravalli County.

## Demografie
Bij de volkstelling in 2000 werd het aantal inwoners vastgesteld op 710.
In 2006 is het aantal inwoners door het United States Census Bureau geschat op 854, een stijging van 144 (20,3%).

## Geografie
Volgens het United States Census Bureau beslaat de plaats een oppervlakte van
1,4 km², geheel bestaande uit land. Darby ligt op ongeveer 1181 m boven zeeniveau.

## Plaatsen in de nabije omgeving
De onderstaande figuur toont nabijgelegen plaatsen in een straal van 44 km rond Darby.